# Solemya borealis
Solemya borealis – gatunek małża z podgromady pierwoskrzelnych.
Muszla wielkości 5–7,5 cm, kształtu podłużnego. Kolor muszli brązowy do brązowo-zielonego.
Siedliskiem są płytkie wody o głębokości do 7 m. Bytuje zagrzebany w piasku i mule.
Są rozdzielnopłciowe, bez zaznaczonych różnic płciowych w budowie muszli. Odżywiają się planktonem oraz detrytusem.
Występuje w Ameryce Północnej na terenie USA i Kanady od Nowej Szkocji do Connecticut.